# Die Blaue Vier
Die Blaue Vier (Els 4 Blaus) fou un grup artístic format el 1924 pels pintors Feininger, Kandinsky, Jawlensky i Paul Klee. Fou el grup successiu de Der Blaue Reiter. El nom va ser posat per Galka Scheier, la mecenes del grup El seu objectiu era internacionalitzar les seves obres. Va realitzar alguna exposició conjunta a San Francisco, Alemanya i Mèxic. Van estar actius fins aproximadament el 1934.